# Lima-Transtrands församling
Lima-Transtrands församling är en församling i Norra Dalarnas kontrakt i Västerås stift. Församlingen ligger i Malung-Sälens kommun i Dalarnas län och utgör ett eget pastorat. 

## Administrativ historik
Församlingen bildades 2006 genom sammanslagning av Lima församling och Transtrands församling.

## Kyrkobyggnader
- Rörbäcksnäs kyrka
- Transtrands kyrka
- Sörsjöns kapell
- Lima kyrka
- Sälens fjällkyrka, ägs av Fjällkyrkoföreningen i Sälen
- Tandådalens fjällkyrka, ägs av Fjällkyrkoföreningen i Sälen
- Gammelsätersfjällets fjällkyrka, ägs och drivs av Sveriges evangeliska student- och gymnasiströrelse, Credo.